# NGC 5809
NGC 5809 est une galaxie lenticulaire située dans la constellation de la Balance. Sa vitesse par rapport au fond diffus cosmologique est de 3 031 ± 15 km/s, ce qui correspond à une distance de Hubble de 44,7 ± 3,1 Mpc (∼146 millions d'al). NGC 5809 a été découverte par l'astronome britannique John Herschel en 1836.
NGC 5809 présente une large raie HI. Elle renferme également des régions d'hydrogène ionisé.
À ce jour, une mesure non basée sur le décalage vers le rouge (redshift) donne une distance d'environ 39,600 Mpc (∼129 millions d'al). Cette valeur est légèrement à l'extérieur des valeurs de la distance de Hubble. Notons cependant que c'est avec la valeur moyenne des mesures indépendantes, lorsqu'elles existent, que la base de données NASA/IPAC calcule le diamètre d'une galaxie et qu'en conséquence le diamètre de NGC 5809 pourrait être d'environ 19,2 kpc (∼62 600 al) si on utilisait la distance de Hubble pour le calculer..